# Campionatul Regional de Fotbal 1963-1964
Campionatul Regional 1963–1964 a fost cel de-al 34-lea sezon al Campionatului Regional de Fotbal al României, al 22-lea organizat pe regiuni administrative, al 7-lea ca nivel al 4-lea al sistemului de ligi ale fotbalului românesc, Divizia C fiind reînființată din acel sezon. Din acest sezon va rămâne al 4-lea nivel al fotbalului și devine precursorul Ligii a IV-a.

## Format
Campionatul Regional a fost împărțit în 17 serii. Campionii Campionatelor Regionale joacă unul împotriva celuilalt în playoff pentru a câștiga promovarea în Divizia C.

## Campionate regionale
| - Argeș (AG) - Bacău (BC) - Banat (BA) - Brașov (BV) - Municipiul București (B) | - Regiunea București (B) - Cluj (CJ) - Crișana (CR) - Dobrogea (DO) | - Galați (GL) - Hunedoara (HD) - Iași (IS) - Maramureș (MM) | - Mureș (MS) - Oltenia (OL) - Ploiești (PL) - Suceava (SV) |

## Baraj promovare Divizia C
Tur preliminar
Meciurile s-au jucat pe 28 iunie și 5 iulie 1964.
| Echipa 1              | Total | Echipa 2                  | Tur | Retur | Baraj |
| --------------------- | ----- | ------------------------- | --- | ----- | ----- |
| Metalul Floreasca (B) | 1–2   | (B) Chimia Turnu Măgurele | 1–2 | –     |       |

Barajul propriu-zis
Meciurile s-au jucat pe 12, 19, 21 și 23 iulie 1964.
| Echipa 1                         | Total | Echipa 2                       | Tur | Retur | Baraj    |
| -------------------------------- | ----- | ------------------------------ | --- | ----- | -------- |
| Constructorul Iași (IS)          | 2–3   | (SV) Siretul Rădăuți           | 2–0 | 0–2   | 0–1      |
| Victoria Piatra Neamț (BC)       | 7–4   | (GL) Constructorul Brăila      | 5–2 | 2–2   |          |
| Marina Mangalia (DO)             | 6–5   | (B) Chimia Turnu Măgurele      | 2–2 | 2–2   | 2–1      |
| Metalul 7 Noiembrie Craiova (OT) | 5–6   | (AG) Minerul Câmpulung         | 3–3 | 1–1   | 1–2      |
| Minerul Aninoasa (HD)            | 2–3   | (BA) Minerul Anina             | 1–0 | 1–2   | 0–1      |
| Rulmentul Brașov (BV)            | 4–4   | (PL) Rapid Plopeni             | 1–2 | 1–0   | 2–2 d.p. |
| ASM Odorheiu Secuiesc (MS)       | 0–2   | (CJ) AS Aiud                   | 0–2 | 0–0   |          |
| Dinamo Oradea (CR)               | 1–4   | (MM) Foresta Sighetu Marmației | 1–3 | 0–1   |          |

1. ↑  Meciul s-a disputat pe teren neutru, pe Stadionul Dinamo din București.
2. ↑  Meciul s-a disputat pe teren neutru, la Turnu Severin.
3. ↑  Rulmentul Brașov a promovat prin tragere la sorți.
4. ↑  Meciul s-a disputat pe teren neutru, pe Stadionul Dinamo din București.

### Regiunea Brașov
| Loc | Echipa                  | MJ | V  | E  | Î  | GM | GP | DG  | Pct | Calificare sau retrogradare          |
| --- | ----------------------- | -- | -- | -- | -- | -- | -- | --- | --- | ------------------------------------ |
| 1   | Rulmentul Brașov (C, Q) | 26 | 15 | 6  | 5  | 60 | 23 | +37 | 36  | Calificare baraj promovare Divizia C |
| 2   | Progresul Sibiu         | 26 | 15 | 4  | 7  | 62 | 37 | +25 | 34  |                                      |
| 3   | Colorom Codlea          | 26 | 12 | 4  | 10 | 39 | 34 | +5  | 28  |                                      |
| 4   | Textila Mediaș          | 26 | 11 | 5  | 10 | 45 | 42 | +3  | 27  |                                      |
| 5   | Celuloza Zărnești       | 26 | 10 | 7  | 9  | 41 | 50 | −9  | 27  |                                      |
| 6   | Textila Cisnădie        | 26 | 10 | 5  | 11 | 45 | 42 | +3  | 25  |                                      |
| 7   | Elastic Sibiu           | 26 | 10 | 5  | 11 | 44 | 44 | 0   | 25  |                                      |
| 8   | Torpedo Zărnești        | 26 | 8  | 9  | 9  | 37 | 40 | −3  | 25  |                                      |
| 9   | Vitrometan Mediaș       | 26 | 7  | 11 | 8  | 32 | 40 | −8  | 25  |                                      |
| 10  | Precizia Săcele         | 26 | 9  | 6  | 11 | 34 | 32 | +2  | 24  |                                      |
| 11  | Chimia Victoria         | 26 | 10 | 4  | 12 | 40 | 50 | −10 | 24  |                                      |
| 12  | Metalul Copșa Mică      | 26 | 7  | 9  | 10 | 25 | 27 | −2  | 23  |                                      |
| 13  | Sparta Mediaș           | 26 | 7  | 7  | 12 | 31 | 47 | −16 | 21  |                                      |
| 14  | Textila Prejmer         | 26 | 8  | 4  | 14 | 33 | 60 | −27 | 20  |                                      |

### Municipiul București
Finala campionatului 
Meciurile s-au jucat pe 20 și 24 Iunie 1964.
| Echipa 1          | Scor gen. | Echipa 2                       | Tur | Retur |
| ----------------- | --------- | ------------------------------ | --- | ----- |
| Metalul Floreasca | 2–1       | Viitorul Electronica București | 1–1 | 1–0   |

Metalul Floreasca a câștigat Campionatul Municipal București și s-a calificat pentru barajul de promovare în Divizia C.

### Regiunea Galați
| Loc | Echipa                      | MJ | V  | E | Î  | GM | GP | DG  | Pct | Calificare sau retrogradare             |
| --- | --------------------------- | -- | -- | - | -- | -- | -- | --- | --- | --------------------------------------- |
| 1   | Constructorul Brăila (C, Q) | 26 | 21 | 4 | 1  | 74 | 10 | +64 | 46  | Calificare baraj promovare Divizia C    |
| 2   | Ancora Galați               | 26 | 18 | 3 | 5  | 59 | 18 | +41 | 39  |                                         |
| 3   | Celuloza Brăila             | 26 | 15 | 3 | 8  | 56 | 34 | +22 | 33  |                                         |
| 4   | Avântul Bujor               | 26 | 11 | 8 | 7  | 37 | 31 | +6  | 30  |                                         |
| 5   | Dunărea Brăila              | 26 | 12 | 2 | 12 | 33 | 33 | 0   | 26  |                                         |
| 6   | Gloria CFR Galați           | 26 | 9  | 7 | 10 | 32 | 31 | +1  | 25  |                                         |
| 7   | Tractorul Viziru            | 26 | 8  | 7 | 11 | 34 | 38 | −4  | 23  |                                         |
| 8   | Mecanizatorul Făurei        | 26 | 9  | 5 | 12 | 37 | 50 | −13 | 23  |                                         |
| 9   | Victoria Gugești            | 26 | 8  | 6 | 12 | 40 | 46 | −6  | 22  |                                         |
| 10  | Muncitorul Tecuci           | 26 | 9  | 4 | 13 | 55 | 63 | −8  | 22  |                                         |
| 11  | Chimica Mărășești           | 26 | 8  | 6 | 12 | 25 | 52 | −27 | 22  |                                         |
| 12  | Viitorul Rușețu             | 26 | 8  | 5 | 13 | 29 | 48 | −19 | 21  |                                         |
| 13  | Voința Focșani (R)          | 26 | 6  | 7 | 13 | 44 | 44 | 0   | 19  | Retrogradare Campionatul Raional Galați |
| 14  | Tractorul Nănești (R)       | 26 | 4  | 3 | 19 | 22 | 80 | −58 | 11  | Retrogradare Campionatul Raional Galați |

### Regiunea Hunedoara
| Loc | Echipa                  | MJ | V  | E | Î  | GM | GP | DG  | Pct | Calificare sau retrogradare                |
| --- | ----------------------- | -- | -- | - | -- | -- | -- | --- | --- | ------------------------------------------ |
| 1   | Minerul Aninoasa (C, Q) | 26 | 17 | 4 | 5  | 58 | 24 | +34 | 38  | Calificare baraj promovare Divizia C       |
| 2   | Aurul Brad              | 26 | 15 | 6 | 5  | 66 | 26 | +40 | 36  |                                            |
| 3   | CFR Simeria             | 26 | 13 | 6 | 7  | 41 | 39 | +2  | 32  |                                            |
| 4   | Parângul Lonea          | 26 | 13 | 3 | 10 | 45 | 30 | +15 | 29  |                                            |
| 5   | Constructorul Hunedoara | 26 | 11 | 6 | 9  | 38 | 34 | +4  | 28  |                                            |
| 6   | Textila Sebeș           | 26 | 12 | 2 | 12 | 57 | 43 | +14 | 26  |                                            |
| 7   | Minerul Vulcan          | 26 | 12 | 2 | 12 | 60 | 46 | +14 | 26  |                                            |
| 8   | Refractara Alba Iulia   | 26 | 10 | 6 | 10 | 34 | 59 | −25 | 26  |                                            |
| 9   | Jiul Petrila II         | 25 | 11 | 3 | 11 | 41 | 38 | +3  | 25  |                                            |
| 10  | Știința Petroșani       | 26 | 9  | 6 | 11 | 33 | 48 | −15 | 24  |                                            |
| 11  | Dacia Orăștie           | 26 | 7  | 7 | 12 | 56 | 55 | +1  | 21  |                                            |
| 12  | Minerul Ghelar          | 26 | 9  | 3 | 14 | 30 | 49 | −19 | 21  |                                            |
| 13  | Retezatul Hațeg         | 25 | 7  | 4 | 14 | 31 | 53 | −22 | 18  | Scutită de retrogradare                    |
| 14  | Minerul Teliuc (R)      | 26 | 4  | 4 | 18 | 21 | 67 | −46 | 12  | Retrogradare Campionatul Raional Hunedoara |

1. 1 2  Meciul Minerul Aninoasa–CFR Simeria 3–0, a fost inițial omologat cu 0–3 în urma unei contestații, dar ulterior s-a revenit la rezultatul de pe teren.[7]

### Regiunea Mureș
| Loc | Echipa                       | MJ | V  | E | Î  | GM | GP | DG  | Pct | Calificare sau retrogradare          |
| --- | ---------------------------- | -- | -- | - | -- | -- | -- | --- | --- | ------------------------------------ |
| 1   | ASM Odorheiu Secuiesc (C, Q) | 26 | 16 | 8 | 2  | 50 | 20 | +30 | 40  | Calificare baraj promovare Divizia C |
| 2   | Progresul Reghin             | 26 | 17 | 5 | 4  | 63 | 18 | +45 | 39  |                                      |
| 3   | Știința Târgu Mureș          | 26 | 12 | 7 | 7  | 29 | 24 | +5  | 31  |                                      |
| 4   | Voința Târgu Mureș           | 26 | 12 | 5 | 9  | 47 | 32 | +15 | 29  |                                      |
| 5   | Lemnarul Târgu Mureș         | 26 | 13 | 2 | 11 | 40 | 26 | +14 | 28  |                                      |
| 6   | Străduința Cristuru Secuiesc | 26 | 11 | 5 | 10 | 48 | 39 | +9  | 27  |                                      |
| 7   | Ciocanul Târgu Mureș         | 26 | 10 | 7 | 9  | 31 | 39 | −8  | 27  |                                      |
| 8   | Voința Târnăveni             | 26 | 9  | 7 | 10 | 42 | 47 | −5  | 25  |                                      |
| 9   | Energia Fântânele            | 26 | 11 | 2 | 13 | 44 | 44 | 0   | 24  |                                      |
| 10  | Mureșul Toplița              | 26 | 10 | 4 | 12 | 37 | 37 | 0   | 24  |                                      |
| 11  | Oțelul Târgu Mureș           | 26 | 10 | 3 | 13 | 42 | 45 | −3  | 23  |                                      |
| 12  | Gloria Târgu Mureș           | 26 | 7  | 7 | 12 | 28 | 48 | −20 | 21  |                                      |
| 13  | Viitorul Gheorgheni          | 26 | 6  | 4 | 16 | 29 | 48 | −19 | 16  |                                      |
| 14  | Recolta Sărmaș               | 26 | 2  | 6 | 18 | 21 | 84 | −63 | 10  |                                      |

### Regiunea Oltenia
| Loc | Echipa                             | MJ | V  | E | Î  | GM | GP | DG  | Pct | Calificare sau retrogradare          |
| --- | ---------------------------------- | -- | -- | - | -- | -- | -- | --- | --- | ------------------------------------ |
| 1   | Metalul 7 Noiembrie Craiova (C, Q) | 26 | 19 | 2 | 5  | 39 | 21 | +18 | 40  | Calificare baraj promovare Divizia C |
| 2   | Răsăritul Caracal                  | 26 | 16 | 6 | 4  | 62 | 32 | +30 | 38  |                                      |
| 3   | Progresul Strehaia                 | 26 | 17 | 3 | 6  | 77 | 23 | +54 | 37  |                                      |
| 4   | Metalurgistul Sadu                 | 26 | 12 | 5 | 9  | 45 | 40 | +5  | 29  |                                      |
| 5   | Progresul Balș                     | 26 | 11 | 5 | 10 | 36 | 33 | +3  | 27  |                                      |
| 6   | Gloria Băilești                    | 26 | 12 | 1 | 13 | 55 | 45 | +10 | 25  |                                      |
| 7   | Autorapid Craiova                  | 26 | 11 | 2 | 13 | 47 | 53 | −6  | 24  |                                      |
| 8   | Tractorul Segarcea                 | 26 | 10 | 3 | 13 | 31 | 45 | −14 | 23  |                                      |
| 9   | Sănătatea Târgu Jiu                | 26 | 10 | 2 | 14 | 49 | 45 | +4  | 22  |                                      |
| 10  | Unirea Caracal                     | 26 | 10 | 2 | 14 | 42 | 67 | −25 | 22  |                                      |
| 11  | Dunărea Calafat                    | 26 | 8  | 6 | 12 | 31 | 47 | −16 | 22  |                                      |
| 12  | Recolta Urzicuța                   | 26 | 8  | 4 | 14 | 36 | 51 | −15 | 20  |                                      |
| 13  | Drubeta Turnu Severin              | 26 | 8  | 2 | 16 | 39 | 48 | −9  | 18  |                                      |
| 14  | Steagul Roșu Plenița               | 26 | 7  | 3 | 16 | 35 | 74 | −39 | 17  |                                      |

### Regiunea Ploiești
| Loc | Echipa                           | MJ | V  | E | Î  | GM | GP | DG  | Pct | Calificare sau retrogradare               |
| --- | -------------------------------- | -- | -- | - | -- | -- | -- | --- | --- | ----------------------------------------- |
| 1   | Rapid Plopeni (C, Q)             | 26 | 13 | 8 | 5  | 48 | 24 | +24 | 34  | Calificare baraj promovare Divizia C      |
| 2   | Victoria Moreni                  | 26 | 14 | 5 | 7  | 47 | 33 | +14 | 33  |                                           |
| 3   | Caraimanul Bușteni               | 26 | 13 | 5 | 8  | 39 | 30 | +9  | 31  |                                           |
| 4   | Victoria Florești                | 26 | 11 | 7 | 8  | 31 | 24 | +7  | 29  |                                           |
| 5   | Metalul Buzău                    | 26 | 13 | 2 | 11 | 41 | 28 | +13 | 28  |                                           |
| 6   | Energia Pucioasa                 | 26 | 11 | 6 | 9  | 35 | 34 | +1  | 28  |                                           |
| 7   | Muncitorul Schela Mare           | 26 | 10 | 4 | 12 | 42 | 47 | −5  | 24  |                                           |
| 8   | Cimentul Fieni                   | 26 | 10 | 4 | 12 | 32 | 39 | −7  | 24  |                                           |
| 9   | Feroemail Ploiești               | 26 | 9  | 6 | 11 | 25 | 36 | −11 | 24  |                                           |
| 10  | Rafinăria Câmpina                | 26 | 8  | 7 | 11 | 42 | 42 | 0   | 23  |                                           |
| 11  | Rafinăria Teleajen               | 26 | 8  | 7 | 11 | 36 | 40 | −4  | 23  |                                           |
| 12  | Voința Râmnicu Sărat             | 26 | 10 | 3 | 13 | 36 | 44 | −8  | 23  |                                           |
| 13  | Chimistul Valea Călugărească (R) | 26 | 8  | 7 | 11 | 32 | 41 | −9  | 23  | Retrogradare Campionatul Raional Ploiești |
| 14  | Avântul Măneciu (R)              | 26 | 6  | 3 | 17 | 27 | 57 | −30 | 15  | Retrogradare Campionatul Raional Ploiești |